# Anna Roosevelt Halsted
Anna Eleanor Roosevelt (Nueva York, 2 de mayo de 1906-ibídem, 1 de diciembre de 1975), conocida por su nombre de casada Anna Roosevelt Halsted, fue una escritora estadounidense que trabajó como editora de periódicos y en relaciones públicas. Halsted también escribió dos libros para niños publicados en la década de 1930. Ella era la hija mayor y la única hija del presidente de los Estados Unidos, Franklin D. Roosevelt y Eleanor Roosevelt, y lo ayudó como su asesora durante la Segunda Guerra Mundial.
Halsted trabajó con su segundo esposo Clarence John Boettiger en el Seattle Post-Intelligencer, sirviendo como editora de la sección de mujeres durante varios años. Posteriormente trabajó en relaciones públicas para universidades. En 1963, John F. Kennedy la nombró miembro del Consejo Asesor de Ciudadanos sobre la Condición Jurídica y Social de la Mujer. También se desempeñó durante varios años como vicepresidenta de la Comisión Presidencial para la Observancia de los Derechos Humanos.

## Biografía

### Primeros años y matrimonios
Anna Eleanor Roosevelt nació en 125 East 36th Street en la ciudad de Nueva York. Fue nombrada por su madre Anna Eleanor Roosevelt y su abuela materna Anna Rebecca Hall. Se graduó de Miss Chapin's School en 1924. Luego ingresó en la Universidad Cornell para un curso corto de silvicultura. El 5 de junio de 1926 se casó con Curtis Bean Dall, un corredor de bolsa de Nueva York, en Hyde Park, Nueva York. Tuvieron dos hijos, Anna Eleanor, nacida el 25 de marzo de 1927, y Curtis Roosevelt, nacido el 19 de abril de 1930. Los Dall se divorciaron en julio de 1934 y Anna volvió a vivir en la Casa Blanca. Luego se casó con Clarence John Boettiger, un periodista que conoció en el tren de campaña de su padre, en marzo de 1935. Tuvieron un hijo, John Roosevelt Boettiger, nacido el 30 de marzo de 1939.

### Carrera temprana
Anna estuvo activa como editora y periodista. Entre 1932 y 1934 fue editora asociada de una revista llamada Babies Just Babies; presentó un programa de radio patrocinado por Best and Company Department Store; y contribuyó con artículos a la revista Liberty. También escribió dos libros para niños, Scamper y Scamper's Christmas. Después de su segundo matrimonio, se mudó a Seattle con su esposo, donde fue contratado por William Randolph Hearst para ser el editor del Seattle Post-Intelligencer. Desde diciembre de 1936 hasta septiembre de 1943 dirigieron el periódico. Anna era editora de la sección de mujeres y columnista del periódico. En 1942, Clarence John Boettiger se preocupó de no estar haciendo su parte para el esfuerzo de guerra. Hearst le concedió una licencia y fue nombrado capitán del Ejército.

### Trabajo en la Casa Blanca y la Conferencia de Yalta
Después de que su esposo se unió al ejército, y a petición de su padre enfermo, Anna se mudó a la Casa Blanca con su hijo de cinco años en 1944. Entre otras funciones, a menudo se desempeñó como primera dama debido a la preferencia de su madre por dedicar su tiempo a otras actividades políticas y causas dignas. También se desempeñó como secretaria no oficial de su padre. Sus responsabilidades incluían responder el correo, concertar citas y redactar discursos presidenciales. Se alarmó por el evidente deterioro de la salud del presidente e insistió en buscar el consejo de un cardiólogo. Cuando le diagnosticaron insuficiencia cardíaca congestiva, ella fue el único miembro de la familia al que se informó. Ella solicitó ser incluida en la Conferencia de Yalta como su ayudante de campo, creyendo que podía proteger mejor a su padre, asegurándose de que él siguiera las órdenes del médico sobre dieta y descanso. Asistió a la conferencia, junto con Sarah Churchill, hija del primer ministro del Reino Unido Winston Churchill, y Kathy Harriman, hija de W. Averell Harriman, embajador en Rusia. La Conferencia duró desde el 2 de febrero de 1945 hasta el 11 de febrero de 1945. Anna fue importante para Roosevelt tanto personalmente como como ayudante de campo.
Anna Boettiger fue testigo de muchos momentos históricos, pero también cargó con la carga de lidiar con algunas de las decisiones más íntimas y dolorosas de sus padres durante su matrimonio poco convencional. Después de la muerte de su padre, Anna tuvo que decirle a su madre que FDR había estado en compañía de su amante de mucho tiempo, Lucy Mercer Rutherfurd, al momento de su muerte. Además, le dijo que Franklin había continuado la relación durante décadas y que las personas que lo rodeaban se lo habían ocultado a Eleanor.

### Carrera posterior
Después de la muerte de Roosevelt en abril de 1945, William Randolph Hearst ya no tenía motivos para favorecer a Boettiger y tuvieron una pelea. Boettiger dejó el Seattle Post-Intelligencer, y él y Anna compraron un periódico semanal en Phoenix, Arizona. Le cambiaron el nombre por Arizona Times y lo habían convertido en un periódico diario en mayo de 1947. Sin embargo, estaban intentando convertirlo en un periódico de izquierda en Arizona, un estado largamente de derecha, y el periódico fracasó. El fracaso dejó a los Boettiger en bancarrota y puso una gran tensión en su matrimonio. Se divorciaron el 1 de agosto de 1949. Durante un año después de su divorcio, ella y Eleanor colaboraron en un programa de radio conjunto llamado The Eleanor and Anna Roosevelt Program. También editó una revista llamada The Woman y contribuyó con una serie de artículos llamada My Life with F.D.R..
En 1952 se casó con el Dr. James Halsted, un médico empleado por la Administración de Veteranos. Se mudaron a Nueva York, donde comenzó a trabajar en relaciones públicas para hospitales y centros médicos. Los Halsted se trasladaron al Estado Imperial de Irán, donde Halsted ayudó a establecer la Escuela de Medicina de la Universidad de Pahlavi. Anna trabajó allí en relaciones públicas y administración. Cuando regresaron a los Estados Unidos, Anna se sumergió en el trabajo humanitario y contribuyó al legado de sus padres.
En octubre de 1963, el presidente John F. Kennedy nombró a Anna para formar parte del Consejo Asesor de Ciudadanos sobre la Condición Jurídica y Social de la Mujer. En febrero de ese año fue nombrada vicepresidenta de la Comisión Presidencial para la Observancia de los Derechos Humanos.
En 1971, los Halsted se retiraron a una cabaña en Hillsdale, Nueva York. Anna continuó activa en la mayoría de las mismas organizaciones hasta su muerte por cáncer de esófago el 1 de diciembre de 1975, a los 69 años, en el Hospital Montefiore en El Bronx, Nueva York. Fue enterrada en el cementerio de la Iglesia Episcopal Saint James en Hyde Park, Nueva York, donde están enterrados muchos miembros de la familia Roosevelt.